# Oskar Simony
Pour les articles homonymes, voir Simony.
Oskar Simony, né le 23 avril 1852 à Vienne et mort le 6 avril 1915 dans la même ville, est un mathématicien, physicien et professeur d'université autrichien à l'Université des ressources naturelles et des sciences de la vie appliquées de Vienne. 

## Biographie
Oskar Simony naît le 23 avril 1852 à Vienne. Il est le fils du géographe et explorateur alpin Friedrich Simony. Après avoir étudié les mathématiques et la physique à l'université de Vienne (doctorat en 1874), il y devient professeur privé de mathématiques et de physique théorique.
Après son habilitation à l'Université de Vienne en 1875, il occupe diverses fonctions à l'Université des ressources naturelles et des sciences de la vie appliquées. En 1890, il est nommé professeur titulaire de mathématiques, de physique et de mécanique. En 1888, il est élu membre de l'Académie Léopoldine.
Après 37 ans d'enseignement et de recherche à l'Université des ressources naturelles et des sciences de la vie appliquées de Vienne, il prend sa retraite. Il achève ensuite l'œuvre de sa vie Primzahlenrechnungen für das Successionsgesetz der reellen Primzahlen.
En 1915, Oskar Simony est victime d'un accident vasculaire cérébral avec pour conséquence une paralysie du côté droit. Le 6 avril 1915, il se défenestre à son appartement viennois du 2e étage. Sa dépouille repose dans une tombe d'honneur au cimetière de Pötzleinsdorf, dans le 18e arrondissement de Vienne.

## Publication
- (de) Über eine Erweiterung der Giltigkeitsgrenzen einiger allgemeiner Sätze der Mechanik., 1880